# Daniel Mañó
Daniel Mañó Villagrasa (Sueca, 1932. február 27. – 2024. augusztus 5.) spanyol labdarúgó, csatár.

## Pályafutása

### Klubcsapatban
1950 és 1952 között a másodosztályú CD Mestalla játékosa volt. 1952 és 1964 között a Valencia labdarúgója volt, ahol tagja volt 1961–62-es idényben és az 1962–63-as idényben VVK-győztes csapatnak. 1953–54-ben és 1962–63-ban kölcsönben a Mestalla csapatában szerepelt. 1964–65-ben a másodosztályú Onteniente együttesében fejezte be az aktív játékot.

### A válogatottban
1955-ben egy alkalommal szerepelt a spanyol válogatottban.

## Sikerei, díjai
Valencia CF
- Spanyol kupa (Copa del Generalísimo)
  - győztes: 1954
- Vásárvárosok kupája (VVK)
  - győztes (2): 1961–62, 1962–63

## Statisztika

### Mérkőzése a spanyol válogatottban
| Spanyolország | Spanyolország   | Spanyolország                     | Spanyolország | Spanyolország | Spanyolország | Spanyolország | Spanyolország | Spanyolország |
| #             | Dátum           | Helyszín                          | Hazai         | Eredmény      | Vendég        | Kiírás        | Gólok         | Esemény       |
| ------------- | --------------- | --------------------------------- | ------------- | ------------- | ------------- | ------------- | ------------- | ------------- |
| 1.            | 1955. május 18. | Madrid, Santiago Bernabéu stadion | Spanyolország | 1 – 1         | Anglia        | barátságos    | -             |               |
|               | Összesen        |                                   |               | 1             | mérkőzés      |               | 0             | gól           |